# Giải thưởng Hồ Chí Minh đợt V
Ngày 15 tháng 1 năm 2017, Giải thưởng Hồ Chí Minh đợt V về Khoa học - Công nghệ đã được Bộ Khoa học Công nghệ tổ chức trao tặng cho 9 công trình.
Đến ngày 20 tháng 5 năm 2017, Bộ Văn hóa, Thể thao và Du lịch cũng tổ chức lễ trao Giải thưởng Hồ Chí Minh đợt V về Văn học - Nghệ thuật cho 19 tác giả (đồng tác giả).

## Khoa học - công nghệ (9 giải)

### Khoa học xã hội và nhân văn (2 giải)
- Giáo sư, tiến sĩ Đỗ Hữu Châu với công trình Ngữ dụng học.
- Giáo sư, Nhà giáo Nhân dân Phan Huy Lê với công trình Lịch sử và Văn hóa Việt Nam - Tiếp cận bộ phận.

### Khoa học tự nhiên (4 giải)
- Các kỹ sư Phan Tử Giang, Trần Minh Ngọc, Đào Đỗ Khiêm, Nguyễn Văn Đức, Phạm Mạnh Cường, Nguyễn Văn Quỵnh, Lê Quang Hùng, Phan Thanh Sơn; Các tiến sĩ Nguyễn Quốc Thập, Nguyễn Hùng Dũng; Các thạc sĩ Đỗ Lê Huy, Vũ Văn Khoa, Nguyễn Văn Minh, Lê Hưng, Ngô Tuấn Dũng, Nguyễn Công Phúc với công trình: Nghiên cứu thiết kế chi tiết và ứng dụng công nghệ để chế tạo, lắp ráp và hạ thủy giàn khoan tự nâng ở độ sâu 90m nước phù hợp với điều kiện Việt Nam.
- Hoàng Đức Thảo với công trình Xây dựng đồng bộ hệ thống hạ tầng kỹ thuật đô thị, nông thôn, bảo vệ môi trường, phòng chống thiên tai và ứng phó với biến đổi khí hậu.
- Các Giáo sư, tiến sĩ khoa học Ngô Việt Trung, Nguyễn Tự Cường, Lê Tuấn Hoa với công trình  Các bất biến và cấu trúc của vành địa phương và vành phân bậc.
- Nhiều tác giả: Nghiên cứu, phát triển và hoàn thiện công nghệ thu gom, xử lý, vận chuyển dầu thô trong điều kiện đặc thù của các mỏ liên doanh Việt - Nga Vietsovpetro và các mỏ kết nối trên thềm lục địa Nam Việt Nam.

### Khoa học y dược (3 giải)
- Nhóm tác giả: GS.TS. Nguyễn Anh Trí, PGS.TS. Bùi Thị Mai An, TS. Ngô Mạnh Quân, BSCKII. Phạm Tuấn Dương, PGS.TS. Bạch Khánh Hòa: Nghiên cứu ứng dụng khoa học công nghệ nhằm đảm bảo an toàn truyền máu, phục vụ cho cấp cứu và đảm bảo đủ máu dự trữ cho điều trị.
- GS.TS. Phạm Minh Thông, TS. Vũ Đăng Lưu, TS. Bùi Văn Giang, TS. Nguyễn Duy Trinh, TS. Trần Anh Tuấn: Ứng dụng các kỹ thuật tiên tiến trong chẩn đoán, điều trị một số bệnh lý mạch não bằng điện quang can thiệp nội mạch.
- GS.TS. Mai Trọng Khoa, PGS.TS. Trần Đình Hà, TS. Phạm Cẩm Phương, TS. Phạm Văn Thái: Nghiên cứu ứng dụng kỹ thuật hiện đại về bức xạ ion hóa trong chẩn đoán, điều trị ung thư và một số bệnh lý khác.

## Văn học - nghệ thuật (18 giải)

### Âm nhạc (6 giải)
- Đại tá, tiến sĩ Doãn Nho với các tác phẩm Thanh xướng kịch: Trẩy hội Đền Hùng, Hoa Lư Thăng Long - Bài ca dời đô; Giao hưởng Khúc tưởng niệm, Liên khúc Giao hưởng 3 chương Chiến thắng.
- Phó giáo sư Chu Minh với các ca khúc: Tên người đẹp mãi Bến Tre, Non nước tên Người, Ngày ấy người đi dặm dài thế kỷ; Hòa tấu thính phòng: Trio cho Piano, violon và violoncelle, Khí nhạc Tuổi trẻ,...
- Giáo sư, Nghệ sĩ nhân dân Nguyễn Trọng Bằng với các ca khúc: Bão nổi lên rồi, Chúng ta là chiến sĩ công an, Vang mãi bản tình ca; Giao hưởng thơ Người về đem tới ngày vui, Hợp xướng và dàn nhạc giao hưởng: Trường ca Tây Bắc- Điện Biên Phủ.
- Hoàng Hà với Giao hưởng hợp xướng Côn Đảo và các ca khúc Gặp nhau trên đỉnh Trường Sơn, Cùng hành quân giữa mùa xuân, Đất nước trọn niềm vui, Tiếng rừng dương.
- Đại tá Thuận Yến với các ca khúc Vầng trăng Ba Đình, Người về thăm quê, Gửi em ở cuối sông Hồng, Con gái mẹ đã thành chiến sĩ, Chia tay hoàng hôn.
- Đại tá, Nghệ sĩ Nhân dân Đinh Ngọc Liên với các tác phẩm nhạc nghi lễ, khí nhạc và các ca khúc Phủ Thông chiến thắng, Hải cảng về ta.

### Sân khấu (3 giải)
- Tiến sĩ Trần Đình Ngôn với các vở kịch: Duyên nợ ba sinh, Nàng chúa ong, Những vần thơ thép.
- Mịch Quang với các cuốn sách nghiên cứu Đặc trưng nghệ thuật Tuồng, Khơi nguồn mỹ học dân tộc, Kinh dịch với nghệ thuật truyền thống và vở kịch Thanh Gươm Hát Bội.
- Giáo sư, Nghệ sĩ nhân dân Trần Bảng với sách Trần Bảng - Đạo diễn Chèo.

### Văn học (4 giải)
- Xuân Thiều với tiểu thuyết thiếu nhi Khúc hát mở đầu, tiểu thuyết Huế - mùa mai đỏ.
- Hữu Mai với tiểu thuyết Đêm yên tĩnh, Người lữ hành lặng lẽ.
- Xuân Quỳnh với tập thơ Lời ru trên mặt đất, Bầu trời trong quả trứng.
- Thu Bồn với tiểu thuyết Chớp trắng, Vùng pháo sáng và tập truyện ngắn Dưới tro.

### Múa (2 giải)
- Giáo sư, tiến sĩ, Nghệ sĩ Nhân dân Lê Ngọc Canh với các cuốn Đại cương nghệ thuật Múa, Nghệ thuật múa Chèo, Nghệ thuật múa tộc người Mạ.
- Nghệ sĩ Nhân dân Chu Thúy Quỳnh với các tiết mục múa Mùa xuân trên bản H’Mông, Hoa xuân đất nước, Hầu văn Xá Thượng Ngàn.

### Kiến trúc (1 giải)
- Tạ Quang Bạo với Tượng đài chiến thắng Quế Sơn (Quảng Bình) và Sông Lô.

### Văn nghệ dân gian (1 giải)
- Phó Giáo sư Ninh Viết Giao với tập sách Kho tàng vè xứ Nghệ.

### Nhiếp ảnh (1 giải)
- Lương Nghĩa Dũng với cụm tác phẩm Những khoảnh khắc để lại gồm 5 ảnh.